# Knud Erik Kirkegaard
Knud Erik Kirkegaard (* 17. Mai 1942) ist ein dänischer Politiker der Konservativen Volkspartei (Det Konservative Folkeparti). Er war Mitglied des dänischen Parlaments von 1984 bis 1994 und erneut ab 1997. Von 1989 bis 1993 war er dänischer Arbeitsminister im Kabinett von Poul Schlüter.